# Elias of Dereham
Elias of Dereham († nach April 1245) war ein englischer Geistlicher. Als Verwalter war er vermutlich mit mehreren Baumaßnahmen beschäftigt, damit hatte er wahrscheinlich wesentlichen Anteil an der Entwicklung des Early English Style.

## Herkunft und frühe Tätigkeit
Elias of Dereham stammte aus West Dereham in Norfolk. Vermutlich bereits 1188 bezeugte er als Master Elias die Gründungsurkunde der Prämonstratenserabtei Dereham, die von dem ebenfalls aus dem Ort stammenden späteren Erzbischof Hubert Walter gegründet wurde. Möglicherweise war er auch der Master Elias, der spätestens ab 1193 bis 1201 als Verwalter von Gilbert de Glanville, Bischof von Rochester diente. Bischof Glanville war ein Verwandter und enger Freund von Hubert Walter. Weniger wahrscheinlich, aber nicht unmöglich ist, dass Elias of Dereham mit dem Master Elias the Engineer (auch Elias of Oxford) identisch ist, der vor 1201 als Baumeister für die Errichtung eines Hauses für den König in Oxford verantwortlich war und dazu an verschiedenen Burgen in Südengland tätig war.

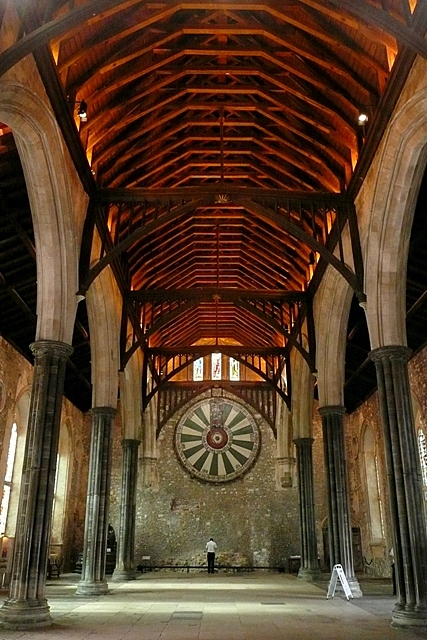
Die unter Dereham gebaute große Halle von Winchester Castle

## Aufstieg im Dienst verschiedener Prälaten
Vor 1201 wechselte Elias of Dereham als Verwalter in den Haushalt von Erzbischof Hubert Walter nach Canterbury. Zu dieser Zeit erhielt er Einkünfte von den Pfarreien in Brightwalton in Berkshire und Melton Mowbray in Leicestershire, die er von Battle Abbey und Lewes Priory erhalten hatte. Nach dem Tod von Erzbischof Hubert Walter 1205 trat Dereham als Verwalter in den Dienst von Jocelin of Wells, Bischof von Bath. Als Papst Innozenz III. wegen des Streits mit König Johann Ohneland über die Wahl eines neuen Erzbischofs 1208 das Interdikt über England verhängte, ging Dereham zusammen mit Bischof Jocelin und dessen Bruder Bischof Hugh von Lincoln ins Exil nach Frankreich. Bischof Hugh versprach Dereham eine Stelle als Kanoniker an der Kathedrale von Lincoln und ernannte ihn in seinem Testament vom November 1212 zu einem seiner Testamentsvollstrecker, allerdings starb der Bischof erst 1235. Im Exil lernte Dereham auch Stephen Langton kennen, den vom Papst ernannten neuen Erzbischof von Canterbury. Zweimal reiste Dereham für Langton als Gesandter zurück nach England. Als 1213 das Interdikt aufgehoben wurde und die exilierten Geistlichen zurückkehren konnten, wurde Dereham wieder Verwalter des Erzbischofs von Canterbury. 1214 wurde er Verwalter von Rochester Castle, und als König Johann Ohneland im Juni 1215 die Magna Carta anerkennen musste, sorgte Dereham mit dafür, dass Abschriften der Urkunde an die einzelnen Grafschaften verschickt wurden. Im folgenden Ersten Krieg der Barone zeigte Dereham offen seine Unterstützung für die Adelsopposition, als er beispielsweise in London vor der St Paul’s Cathedral zugunsten der Rebellion predigte. Als 1217 jedoch die königliche Partei den Bürgerkrieg gewann, verlor Dereham als Rebell seine Pfründen. Auf Druck des päpstlichen Legats Guala Bicchieri wurde er vom Frieden von Lambeth ausgeschlossen und musste erneut ins Exil nach Frankreich gehen. Vor 1220 wurde er begnadigt und durfte wieder in den Dienst von Erzbischof Langton treten. Wenig später war er an der Herstellung des neuen Schreins für Thomas Becket beteiligt.

## Tätigkeit in Salisbury und anderen Orten
Richard Poore, Bischof von Salisbury und ein ehemaliger Schüler von Langton verschaffte Dereham vor 1222 eine Pfründe an der Kathedrale von Salisbury, an deren Neubau er bis zu seinem Tod beteiligt war. Vor 1234 errichtete er für sich selbst eine Wohnung innerhalb der Kathedralfreiheit. Er nahm auch wieder Kontakt zu Bischof Jocelin of Wells auf, der zu dieser Zeit die Kathedrale von Wells umbaute. Nach dem Tod von Erzbischof Langton 1228 diente er auch dessen Nachfolgern Richard Grant und Edmund of Abingdon. Als 1228 Bischof Poore von Salisbury nach Durham wechselte, bezeugte Dereham in der Folge auch Urkunden der Diözese Durham. Erzbischof Edmund of Abingdon übergab ihm eine Pfründe in Harrow in Middlesex, wo er 1242 den Chorraum der Kirche reparierte. Nach dem Tod von Bischof Poore 1237 diente er als dessen Testamentsvollstrecker. Dazu war Dereham auch für Peter des Roches, Bischof von Winchester tätig, obwohl dieser ein politischer Rivale von Langton und Poore war. Er unterstützte des Roches bei der Gründung der Klöster in Selborne und Titchfield in Hampshire. Nach dem Tod von des Roches 1238 diente er auch diesem mit als Testamentsvollstrecker. Neben seinem Dienst für zahlreiche Geistliche war Dereham dazu noch für König Heinrich III. tätig. Zwischen 1233 und 1238 war er für den Bau der großen Halle von Winchester Castle verantwortlich, dazu überwachte er den Einbau von neuen Fenstern und eines neuen Bodens im Clarendon Palace. Nach 1238 war er an der Fertigung eines Grabdenkmals für Königin Johanna von Schottland, einer Schwester Heinrichs III., in Tarrant in Dorset beteiligt. 
Dereham starb kurz nach April 1245. In seinem Testament stiftete er den Erlös aus dem Verkauf seiner Wohnung in Salisbury für den Weiterbau der Kathedrale. Seine Pfründen wurden zur Versorgung eines päpstlichen Nuntius bestimmt.

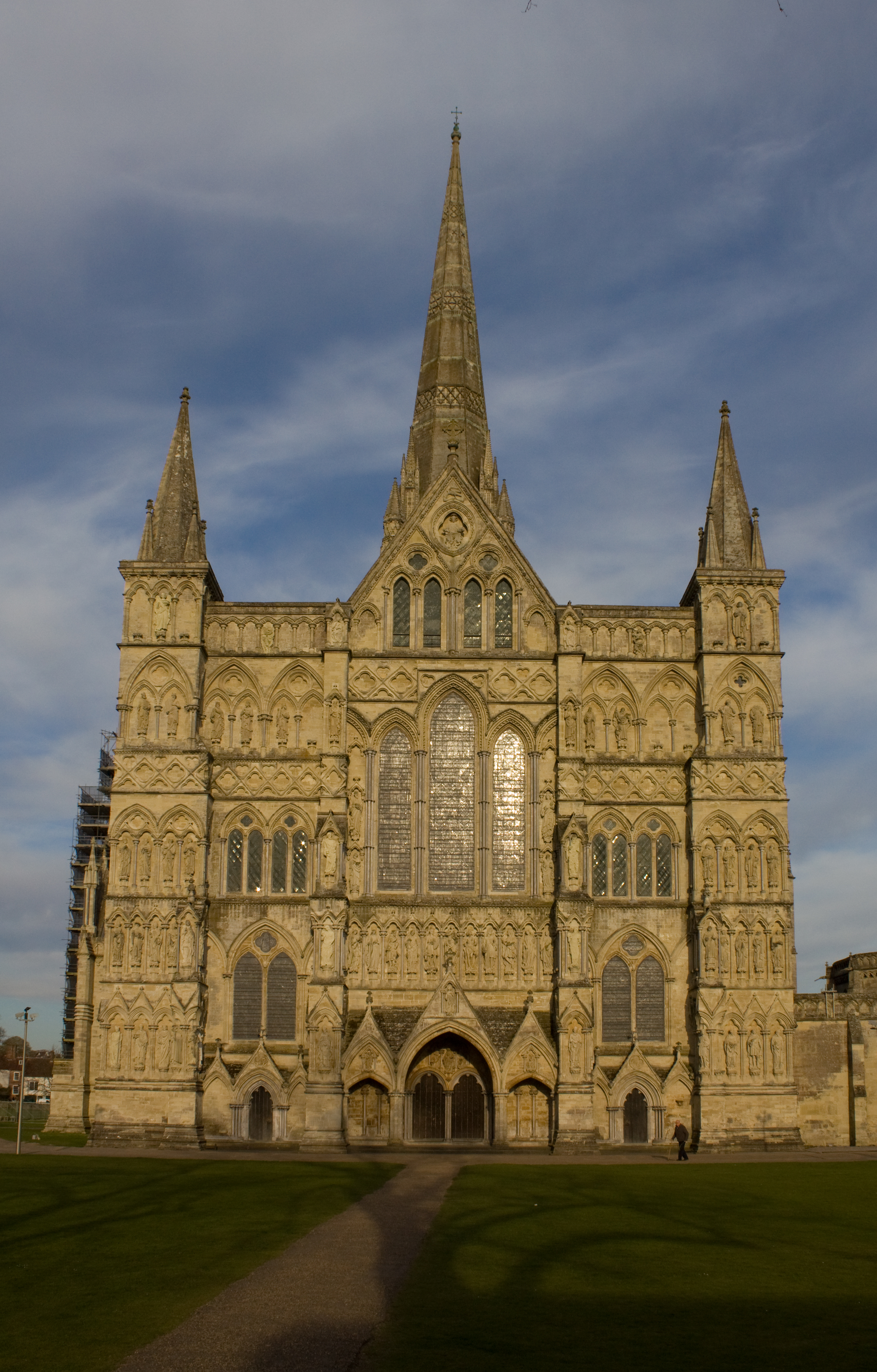
Der Anteil, den Dereham am Bau der Kathedrale von Salisbury hatte, ist unklar

## Nachwirkung
Bereits der zeitgenössische Chronist Matthew Paris bezeichnete Dereham als unvergleichlichen Künstler, weil er ihn für die Fertigung des neuen Schreins von Thomas Becket verantwortlich hielt. Diese These wird noch in der neueren Forschung vertreten. Daneben überliefert Matthew Paris in seiner Chronik auch Derehams Zeichnung einer Windrose. Seit dem 19. Jahrhundert wurde oft Elias of Dereham als einer der wichtigsten Baumeister beschrieben, die den Early English Style der Gotik in England entwickelt hätten. Dazu wurde versucht, ihn als Architekten der Kathedrale von Salisbury darzustellen. Diese These ist aber höchstwahrscheinlich falsch, denn Dereham war wohl an dem Bau beteiligt, aber aufgrund seiner vielfältigen anderen Aufgaben als Verwalter konnte er unmöglich alleine den Bau einer derart großen Kathedrale geleitet haben. Die meisten von Derehams zahlreichen Arbeitgebern waren bekannt als Förderer von Kathedral- oder Klosterbauten, und da sie ihn bei der Verwaltung ihrer Baumaßnahmen beschäftigten, hatte er auch zweifelsfrei künstlerisches Talent. Wahrscheinlich war er aber eher ein fähiger Verwalter und Organisator mit künstlerischem Geschmack als ein Baumeister oder Architekt.